# Charles Cutler Torrey
Charles Cutler Torrey, född 20 december 1863 i East Hardwick i Caledonia County i Vermont, död 12 november 1956, var en amerikansk orientalist.  
Torrey blev filosofie doktor i Strassburg 1892 och teologie doktor vid Bowdoin College 1900, professor i semitiska språk vid Andover Theological Seminary 1892 och vid Yale University 1900. Han skrev bland annat The Commercial-Theological Terms in the Koran (1892), Composition and Historical Value of Ezra-Nehemiah (1896), The Mohammedan Conquest of Egypt (Ibn 'Abd el-Hakem, 1901), Selections from Bokhari (1906) och Ezra Studies (1910).